# 榮懿縣
榮懿縣，中国古代的县。
唐朝貞觀十六年（642年）置，為溱州治。治所在今重慶市萬盛區西南青羊鎮。北宋廢。

## 治所[1]
榮懿縣其治所究在現何處，史志界持有不同見解。一認為在青羊市(原屬綦江縣)。另認為榮懿的治所在萬盛場(原南川縣)。